# Jack Watson (acteur)
Pour les articles homonymes, voir Jack Watson et Watson.
Jack Watson, né Hubert Watson le 15 mai 1915 à Thorney, dans le Cambridgeshire (Angleterre), et mort le 4 juillet 1999 à Bath (Angleterre), est un acteur britannique.

## Biographie
Jack Watson fait ses premières armes au cinéma, en 1951, par l'interprétation d'un petit rôle non crédité dans Capitaine sans peur (Captain Horatio Hornblower), puis participe au film Le Voyeur (Peeping Tom) en 1960, où il est un inspecteur de police. Il tient ensuite presque uniquement des seconds rôles, souvent des militaires ou des policiers, dans une trentaine de productions cinématographiques jusqu'en 1982. 
À la télévision, il apparaît, entre 1960 et 1994, dans de nombreux téléfilms et séries télévisées, dont deux épisodes de Chapeau melon et bottes de cuir (The Avengers) et vingt-quatre de Arthur, roi des Celtes (Arthur of the Britons), où il incarne Llud, le mentor du jeune roi Arthur.

## Filmographie partielle

### Cinéma
- 1951 : Capitaine sans peur (Captain Horatio Hornblower) de Raoul Walsh : Capitaine Sylvester
- 1960 : Le Voyeur (Peeping Tom) de Michael Powell : Inspecteur chef Gregg
- 1961 : Konga de John Lemont (en) : Brown
- 1963 : Le Prix d'un homme (This Sporting Life) de Lindsay Anderson : Len Miller
- 1964 : La Gorgone (The Gorgon) de Terence Fisher : Ratoff
- 1964 : La Colline des hommes perdus (The Hill) de Sidney Lumet : Jock McGrath
- 1966 : Jeunes gens en colère (The Idol) de Daniel Petrie : Inspecteur de police
- 1966 : Grand Prix de John Frankenheimer : Jeff Jordan
- 1967 : Tobrouk, commando pour l'enfer (Tobruk) d'Arthur Hiller : Sergent-major Tyne
- 1968 : La Brigade du diable (The Devil's Brigade) d'Andrew V. McLaglen : Caporal Peacock
- 1970 : L'Évasion du capitaine Schlütter (The McKenzie Break) de Lamont Johnson : Général Kerr
- 1972 : La Tour du diable (Tower of Evil) de Jim O'Connolly : Hamp
- 1973 : Frissons d'outre-tombe (From Beyond the Grave), film à sketches de Kevin Connor, segment The Door : Sir Michael Sinclair
- 1974 : Terreur sur le Britannic (Juggernaut) de Richard Lester : Ingénieur-chef du Britannic
- 1974 : Fric frac, rue des diams (11 Harrowhouse) d'Aram Avakian : Miller
- 1974 : On l'appelait Milady (The Four Musketeers) de Richard Lester : Busigny
- 1975 : King Arthur, the Young Warlord de Peter Sasdy : Llud
- 1976 : Schizo de Pete Walker : William Haskin
- 1977 : Un taxi mauve d'Yves Boisset : Sean
- 1978 : Les Oies sauvages (The Wild Geese) d'Andrew V. McLaglen : Sergent-Major Sandy Young
- 1979 : Les Loups de haute mer (North Sea Hijack ou Ffolkes) d'Andrew V. McLaglen : Olafsen
- 1980 : Le Commando de sa Majesté (The Sea Wolfes) d'Andrew V. McLaglen : Maclean

### Télévision
- 1966-1967 : Première série Chapeau melon et bottes de cuir (The Avengers), saison 4, épisode 14 La Poussière qui tue (Silent Dust, 1966) de Roy Ward Baker : Juggins ; saison 5, épisode 7 Le Mort vivant (The Living Dead, 1967) de John Krish : Hopper
- 1971 : La Grande Aventure de James Onedin (The Onedin Line) de Cyril Abraham : Dr Darling
- 1972-1973 : Arthur, roi des Celtes (Arthur of the Britons), 24 épisodes : Llud
- 1975 : Maîtres et Valets (Upstairs, Downstairs), saison 5, épisode 12 Will ye no come back again de Bill Bain : McKay
- 1986 : Mission casse-cou (Dempsey and Makepeace), saison 3, épisode 3 Le Mariage (Jericho Scam) de Robert Tronson : Terence Harris
- 1986 : Miss Marple, saison 2, épisode 2 La Dernière Énigme (Sleeping Murder) : Mr. Foster